# Ryūji Tabuchi
Ryūji Tabuchi (田渕 龍二?, Tabuchi Ryūji; Prefettura di Tokushima, 16 febbraio 1973) è un ex calciatore giapponese, di ruolo difensore.